# Balan (Ain)
Balan is een gemeente in het Franse departement Ain (regio Auvergne-Rhône-Alpes). Balan telde op 1 januari 2022 2.878 inwoners.
Het dorp La Valbonne ligt deels in de gemeente Balan, deels in Béligneux.

## Geografie
De oppervlakte van Balan bedroeg op 1 januari 2022 18,04 vierkante kilometer; de bevolkingsdichtheid was toen 159,5 inwoners per km².
De onderstaande kaart toont de ligging van Balan met de belangrijkste infrastructuur en aangrenzende gemeenten.

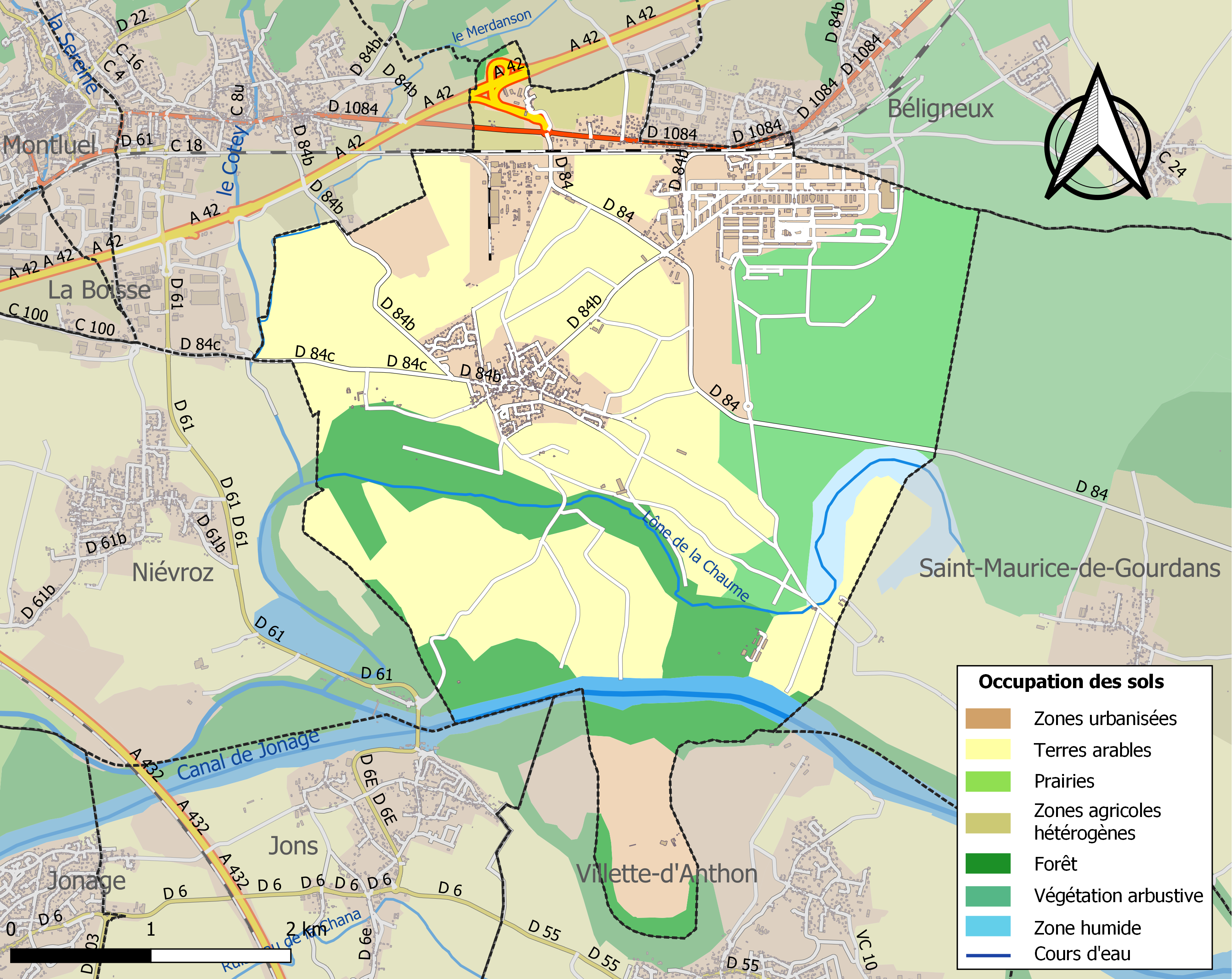

## Demografie
Onderstaande figuur toont het verloop van het inwoneraantal van Balan vanaf 1968. De cijfers zijn afkomstig van het Frans bureau voor statistiek en bevatten geen dubbel getelde personen (zoals studenten en militairen).
Vanwege een beveiligingsprobleem met de MediaWiki Graph-software is het momenteel niet mogelijk deze grafiek weer te geven. Zodra de software is bijgewerkt zal de grafiek vanzelf weer zichtbaar worden.